# Turnhout
Turnhout är en stad och kommun i provinsen Antwerpen i regionen Flandern i Belgien. Turnhout hade 43 954 invånare (2017).
Staden är känd som "Kempens huvudstad". Kempen är ett område som omfattar de belgiska provinserna Antwerpen, Limburg och den nordligaste delen av Flamländska Brabant. Även den sydligaste delen av den nederländska provinsen Noord-Brabant räknas till området. Turnhout har även smeknamnet ”kortspelsstaden”.